# 旭ヶ丘駅 (宮城県)
旭ヶ丘駅（あさひがおかえき）は、宮城県仙台市青葉区旭ケ丘三丁目にある、仙台市地下鉄南北線の駅である。駅番号はN04。副駅名は「日立システムズホール仙台前」（令和7年3月31日まで）。

## 歴史
- 1987年（昭和62年）7月15日 - 開業[1]。
- 2002年（平成14年） - 東北の駅百選に選定される。
- 2010年（平成22年）1月30日 - 可動式ホーム柵の運用開始。
- 2011年（平成23年）
  - 3月11日 - 東日本大震災により営業休止。
  - 3月14日 - バス代行運転による運行開始。
  - 4月29日 - 南北線全線復旧により営業再開。
- 2014年（平成26年）12月6日 - IC乗車券・icsca導入[2]。
- 2015年（平成27年）12月6日 - 副駅名使用開始。
- 2018年（平成30年）3月29日 - セブン銀行ATM設置[3]。
- 2022年（令和4年）3月11日 - 駅構内の内照式案内サインを更新。

## 駅構造
島式ホーム1面2線を有する地下駅で、コンコースは地下1階、ホームが地下2階である。ホーム西端が河岸段丘崖となっているため、地下ホームではあるものの、フェンスを通して西側に広がる台原森林公園を見渡すことができる。
仙台クラシックフェスティバルの際には、コンコースなどで無料のコンサートが開かれる。
のりば
| 1 | ■ 南北線 |  | 仙台・長町・富沢方面 |  |
| 2 | ■ 南北線 |  | 泉中央方面           |  |

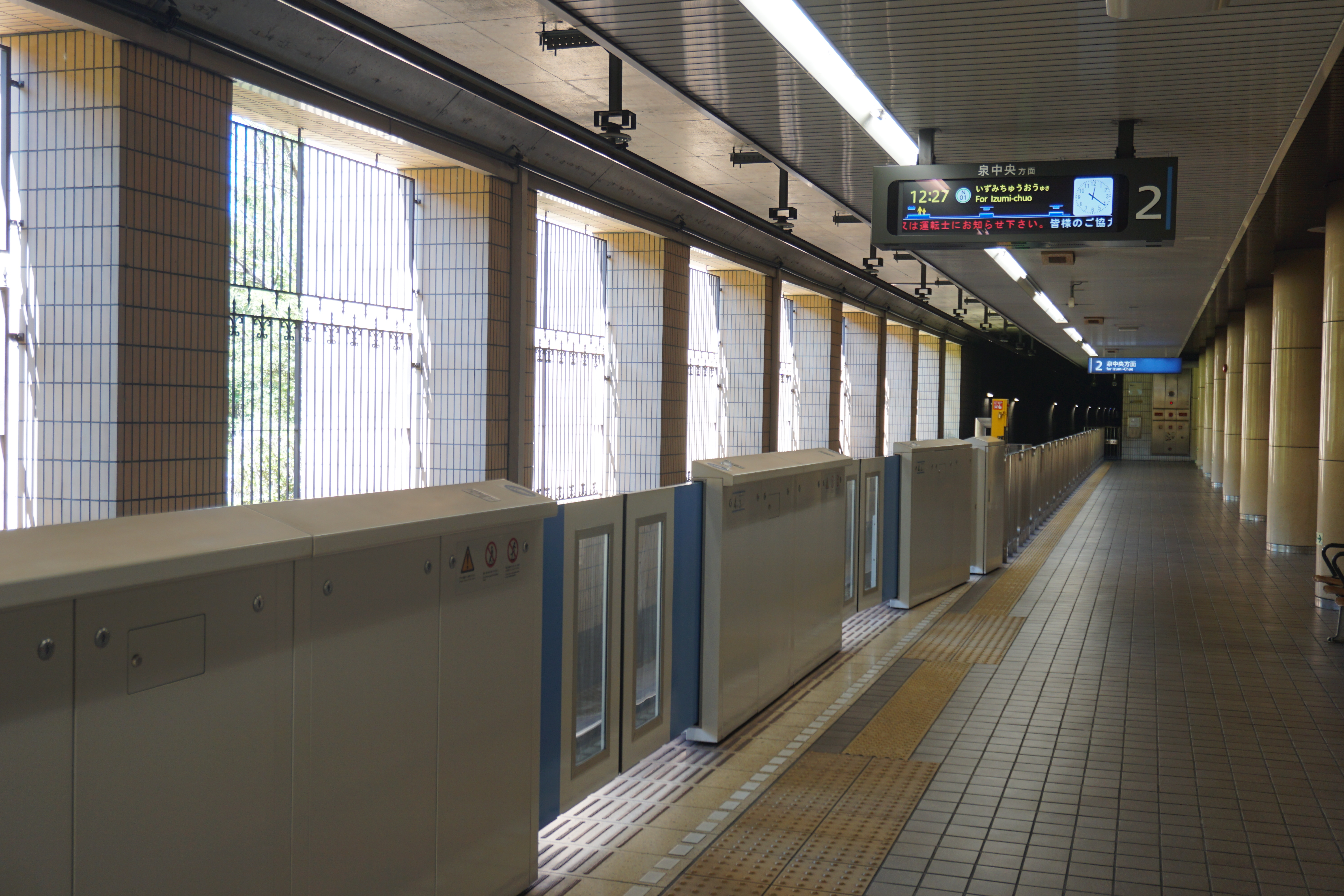
台原森林公園側に対して開けているプラットホーム。（2022年9月）
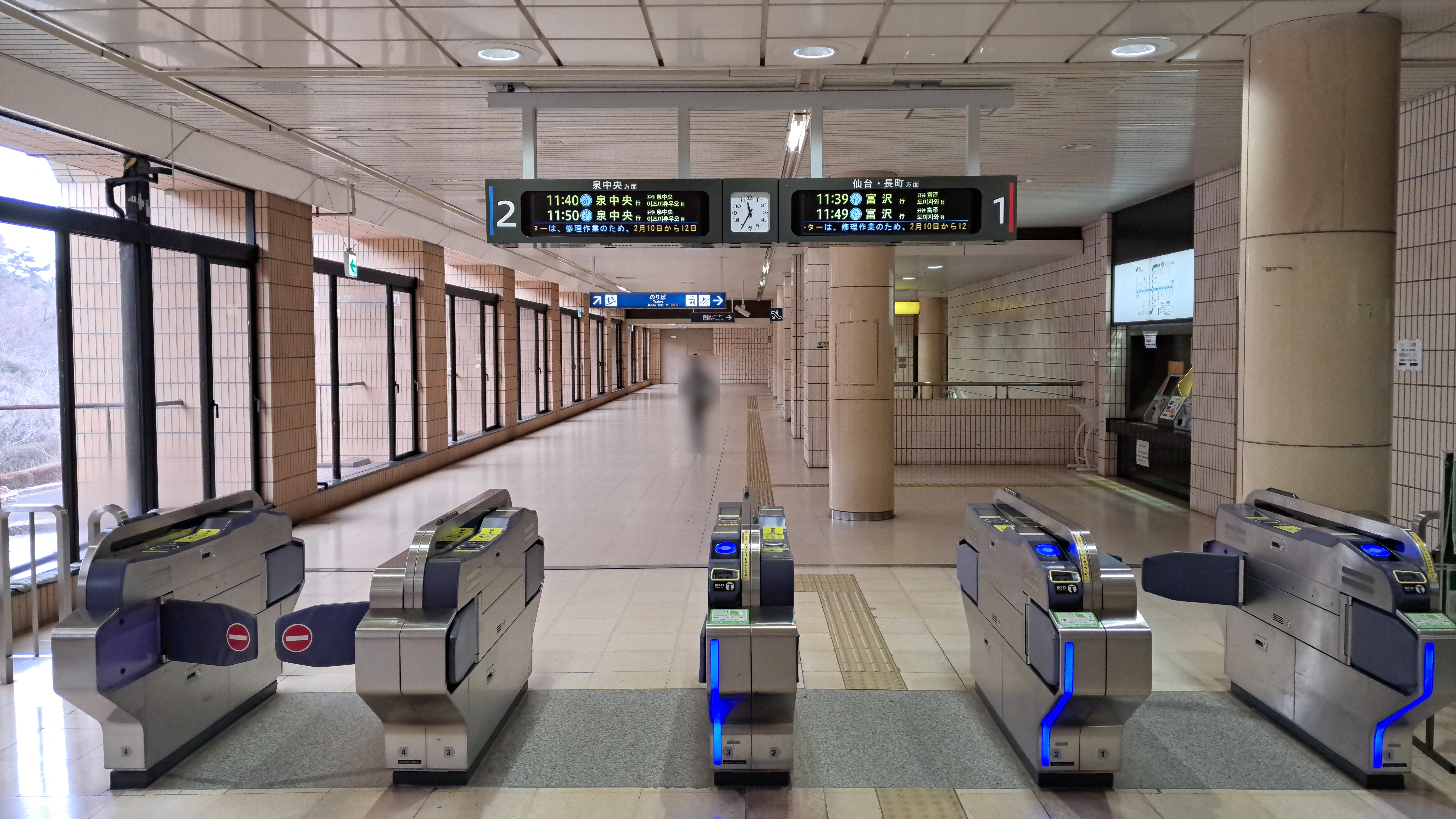
改札口（2025年2月）
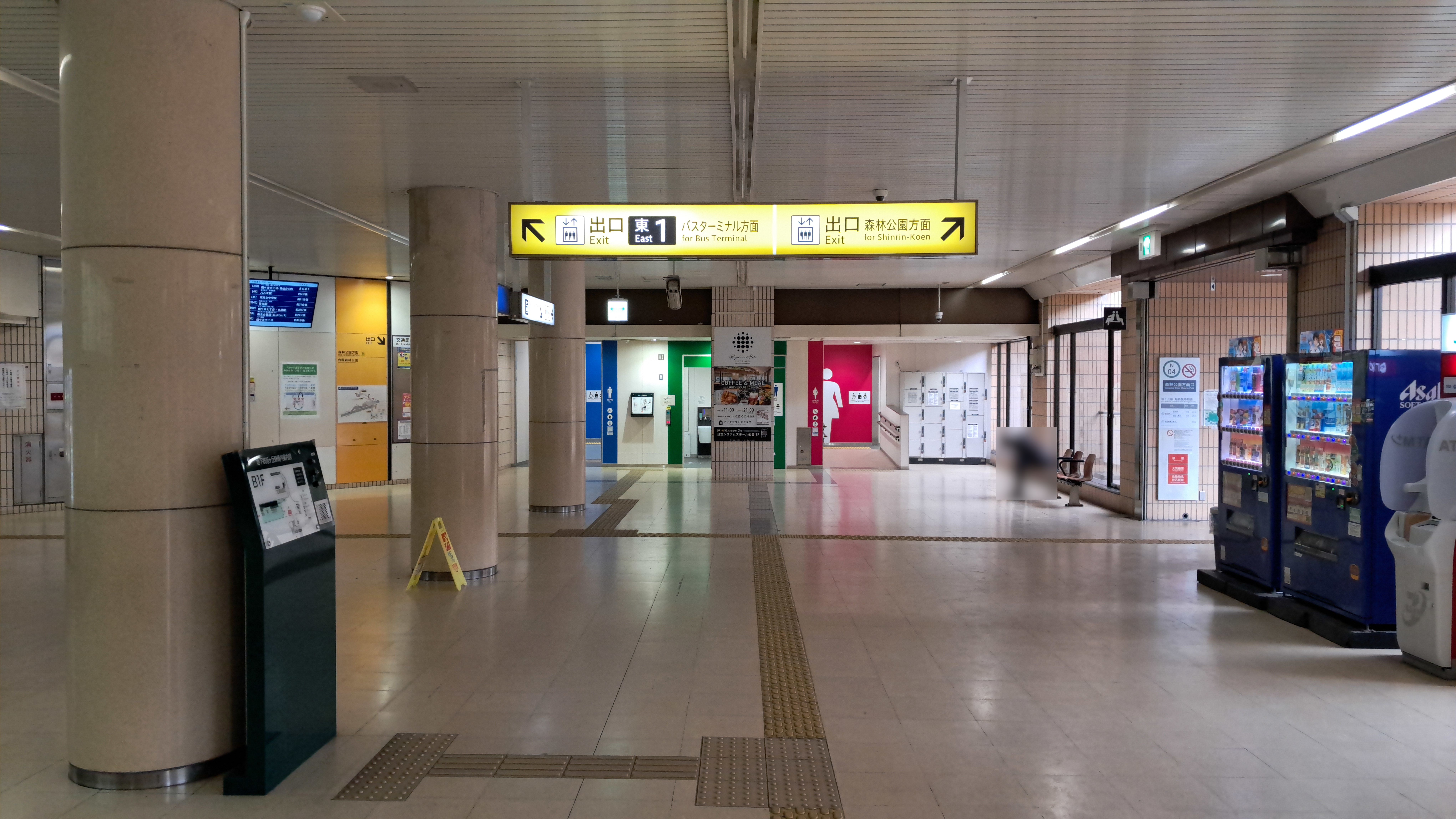
コンコース（2025年2月）

## 利用状況
| 乗車人員推移 | 乗車人員推移     |
| 年度         | 一日平均乗車人員 |
| ------------ | ---------------- |
| 2002         | 7,773            |
| 2003         | 7,621            |
| 2004         | 7,481            |
| 2005         | 7,428            |
| 2006         | 7,318            |
| 2007         | 7,162            |
| 2008         | 7,050            |
| 2009         | 6,703            |
| 2010         | 6,373            |
| 2011         | 5,672            |
| 2012         | 6,526            |
| 2013         | 6,715            |
| 2014         | 6,743            |
| 2015         | 6,839            |
| 2016         | 7,124            |
| 2017         | 7,351            |
| 2018         | 7,341            |
| 2019         | 7,178            |
| 2020         | 5,468            |
| 2021         | 5,718            |
| 2022         | 6,258            |
| 2023         | 6,687            |

- 2023年度（令和5年度）
  - 1日平均乗車人数：6,687人[4]

一日平均乗車人員（単位：人/日）

## 駅周辺
駅の西側には台原森林公園が広がっており、「杜の都にふさわしい、緑に包まれた地下鉄駅」として、旭ヶ丘駅は東北の駅百選に選定された。
地下駅であるが、森林公園側の出口から見れば、上で述べた通りフェンス張りとなっているため地上駅のようにとらえることができる。森林公園から旭ヶ丘駅を見た場合、ホームが1階、改札口・入口が2階、屋上に建物や信号があるようにも見える。これは、七北田川支流が形成したV字谷沿いにあるためである。V字谷沿いは、かつて仙台鉄道が走っていた。森林公園側の駅前広場では、例年、みちのくYOSAKOIまつりやKHBフリーマーケットが開かれる。
駅の南東側には仙台市が複合施設を建設するために取得した土地があるが、土壌汚染などの問題により塩漬けとなっている。
- 仙台旭ケ丘郵便局
- 七十七銀行旭ヶ丘支店
- 日立システムズホール仙台
- HOKUSHU仙台市科学館
- 台原森林公園
- 仙台市立旭丘小学校

## バスターミナル

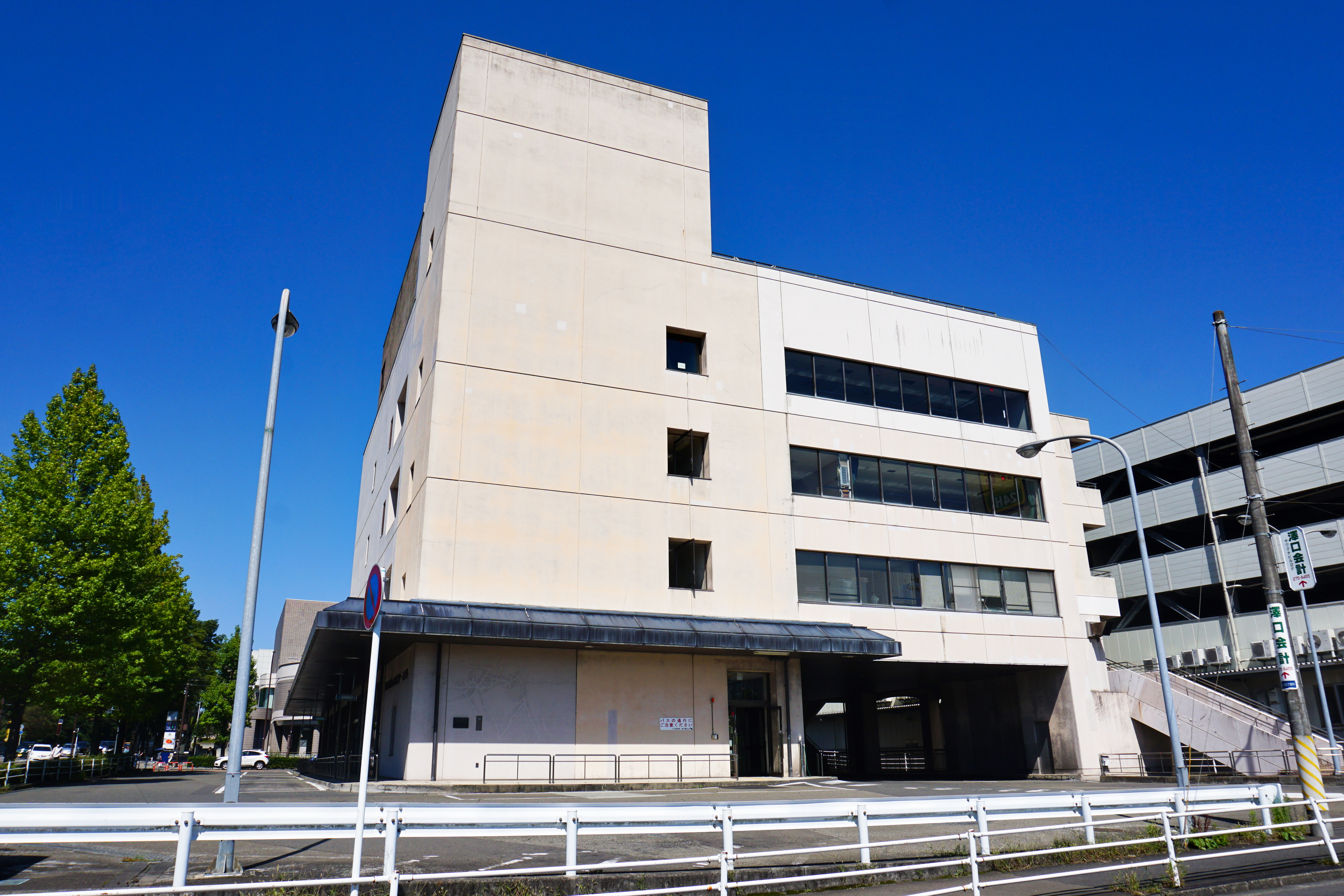
旭ヶ丘駅バスターミナル（2022年9月）

駅の地上は旭ケ丘バスターミナル（1985年設置）である。札幌市の円山公園駅と同様、市の公共施設の1階部分をバス待合室とする構造となっている。定期券発売窓口（地下鉄・市営バス定期券取扱。営業時間:平日8時30分～18時30分、土曜9時00分～17時00分）、液晶ディスプレイ式の時刻表を有し、バス乗り場部分には自動扉がある。2-5階は旭ケ丘市民センターとなっている。
仙台市営バスが発着する。仙台市営バスの停留所名は「旭ケ丘駅」であり、「ヶ」ではなく「ケ」の表記となっている。かつては「旭ヶ丘バスターミナル」の行先表示だったが、現在は「旭ケ丘駅」で駅と同一扱いである。
以前は宮城交通も乗り入れていたが、2025年3月31日をもって乗り入れが終了となった。
- 3：【仙台市営】[S240]（南光台入口・宮町経由）仙台駅前、[S140]（南光台入口・県庁市役所経由）仙台駅前
- 4：【仙台市営】[41]台原駅、[43]（東黒松団地入口経由）八乙女駅
- 5：【仙台市営】[49][59]コミュニティバス南光台循環、[45][Y45]南光台中学校方面
- 6：【仙台市営】[S120][S220][D50][50][X50][D51][D53][X53]鶴ケ谷七丁目方面（S120は、鶴ケ谷七丁目・県庁市役所前経由仙台駅前行、S220は、鶴ケ谷七丁目・宮城野区役所前経由仙台駅前行、Xは東仙台営業所行、Dは台原駅行）、[47]（松森明神経由）八乙女駅、[57]（東部工場団地経由）荒井駅[8]

## 隣の駅
仙台市地下鉄
■南北線
黒松駅 (N03) - 旭ヶ丘駅 (N04) - 台原駅 (N05)